# Anthony Okpotu
Anthony Okpotu (sinh ngày 3 tháng 3 năm 1994) là một cầu thủ bóng đá người Nigeria thi đấu cho Lobi Stars, ở vị trí tiền đạo.

## Sự nghiệp
Anh từng thi đấu bóng đá cho Lobi Stars và Al-Ittihad Tripoli. Vào tháng 4 năm 2018 anh thử việc ở câu lạc bộ Đan Mạch Brøndby
Anh ra mắt quốc tế cho Nigeria năm 2018.